# Афроевразия

Афроевразия и прилегающие острова

Афроевразия (реже Афразия или Еврафразия) — крупнейший массив суши на Земле, включающий материки Африку и Евразию (Евразия в свою очередь состоит из Азии и Европы). Площадь поверхности достигает 84 980 532 квадратных километров, на которых проживает около 5,7 миллиардов человек, или приблизительно 85 % населения Земли. Он также известен как Старый Свет, в противоположность Америке, именуемой Новым Светом.
Континент Афроевразия упоминался как Всемирный Остров: название, предложенное Хэлфордом Джоном Маккиндером в статье «Географическая ось истории». Термин не включает в себя нематериковые острова и архипелаги.

## Геология
В геологии считается, что Афроевразия станет суперконтинентом, когда Африка столкнётся с Европой. Впрочем, Африка была соединена с Евразией до строительства Суэцкого канала. Как предполагается, это произойдёт через 600 000 лет, когда южная точка Испании достигнет Африки. Когда это произойдёт, Средиземное море будет изолировано от Атлантического океана. Окончательное слияние Африки и Европы, как считается, наступит через 70 миллионов лет, сомкнув Средиземноморский регион и образовав новые горные хребты в дополнение к Альпам.

## Деления
Обычно Афроевразию делят на Африку и Евразию по Суэцкому каналу, а Евразию делят на Европу и Азию по Уралу и Кавказу. Но также существует деление на Евразию-Северную Африку и Африку южнее Сахары по культурным и историческим причинам.
Немецкий архитектор Герман Зёргель предлагал перегородить гидроэлектрической дамбой Гибралтарский пролив и второй дамбой поменьше — перекрыть Дарданеллы. В результате уровень воды в Средиземном море понизился бы, а Европа и Африка образовали бы один континент — Атлантропу.